# Lechenaultia striata
Lechenaultia striata är en tvåhjärtbladig växtart som beskrevs av Ferdinand von Mueller. Lechenaultia striata ingår i släktet Lechenaultia och familjen Goodeniaceae. Inga underarter finns listade i Catalogue of Life.